# Jaromír Málek
Jaromír Málek (5. října 1943 Přibyslav – 23. května 2023) byl český egyptolog, který působil od 70. let ve Velké Británii. Během své kariéry mj. vedl 3 roky Světovou egyptologickou společnost.
Profesor Málek vystudoval egyptologii na Univerzitě Karlově, kde v roce 1969 obhájil doktorát. Byl správcem archivu Griffith Institute na univerzitě v Oxfordu, kde též vyučoval.